# Deutsche Männer-Handballnationalmannschaft
Die deutsche Männer-Handballnationalmannschaft repräsentiert den Deutschen Handballbund (DHB) als Auswahlmannschaft auf internationaler Ebene bei Länderspielen gegen Mannschaften anderer nationaler Verbände. Den Kader nominiert der Bundestrainer. Seit dem 6. Februar 2020 ist das Alfreð Gíslason.
Die deutsche Mannschaft zählt zu den erfolgreichsten Handballteams der Welt. Acht Mal wurde man Weltmeister, fünf Mal bei Feldhandball-Weltmeisterschaften (bei den Turnieren 1938, 1952, 1955, 1959 und 1966) und drei Mal bei Hallenhandball-Weltmeisterschaften (1938, 1978 und zuletzt 2007). Zwei Mal wurde das deutsche Team Europameister (2004 und 2016). Des Weiteren wurde bei den Olympischen Spielen von 1936 die Goldmedaille sowie bei den Olympischen Spielen der Jahre 1984, 2004 und 2024 die Silbermedaille und 2016 die Bronzemedaille gewonnen.
In den Jahren der Teilung Deutschlands vertrat die Männer-Handballnationalmannschaft der DDR die DDR bei Länderspielen und internationalen Turnieren. Sie gewann Gold bei den Olympischen Sommerspielen 1980 und war die erfolgreichste Mannschaft des Ostseepokals.

## Trikots, Ausrüster und Sponsoren
|  |  |  |

|  |  |  |

Bis zum Jahr 1980 übernahm Adidas die Ausrüstung der Handballnationalmannschaft der Bundesrepublik Deutschland. Danach gab es verschiedene weitere Ausrüster wie Puma, Hummel und Nike. Von 2004 bis zum Jahr 2008 bestand ein Ausrüstungsvertrag mit Kempa. Zu den Olympischen Sommerspielen 2008 in Peking übernahm Adidas wieder die Ausrüstung sämtlicher Nationalteams bis Anfang 2013. Zwischen 2013 und 2020 war erneut Kempa Ausrüster des DHBs, bevor im Juli 2020 Puma diese Rolle übernahm. In diesem Rahmen wurde auch ein neues Trikotdesign vorgestellt, das bei der Handball-Weltmeisterschaft der Männer 2021 zum Einsatz kommt. Seit Juni 2015 werden die Nationalmannschaften zusätzlich durch Rehband ausgestattet.
Im Gegensatz zu Fußballnationalmannschaften haben Handballnationalmannschaften eigene Trikotsponsoren. Hauptsponsor der deutschen Mannschaft war während der Weltmeisterschaft im Januar 2009 für vier Wochen die Firma KiK. In den folgenden Monaten konnte man keinen Hauptsponsor finden. Erst ab Januar 2010 bis Ende 2012 konnte man den Energieversorger Goldgas als Hauptsponsor gewinnen. Von Januar 2013 bis Juni 2014 war getgoods.de als Hauptsponsor auf den Trikots vertreten. Seit dem Juni 2014 ist die AOK offizieller Hauptsponsor. Auf den Ärmeln wirbt zudem Toyota, der ehemalige Namenssponsor der Handball-Bundesliga.
Auf den Trikotrücken war ab dem QS-Supercup im November 2007 die Hamburg-Mannheimer, später unter dem neuen Namen Ergo Group, vertreten – unterhalb der Rückennummer. Weiterer Sponsor ist die Deutsche Kreditbank (DKB) auf den Hosen.

## Spitzname
Im Laufe der Europameisterschaft 2016 wurde die Mannschaft in den Medien als Bad Boys bezeichnet und Nachrichten in Sozialen Medien mit dem Hashtag #badboys versehen. Die Bezeichnung ist auf einen Vergleich zu der von Trainer Dagur Sigurðsson erwünschten harten, aber nicht unfairen Spielweise, der Detroit Pistons zurückzuführen.

## Nachwuchs
Unterhalb der A-Nationalmannschaft sind die Jugend- und die Juniorenauswahl angesetzt.

## Prämien

### Europameisterschaften
Die Regelung des DHB zur Prämienhöhe sah für den Gewinn bei einer Europameisterschaft ab 2016 eine Summe von 250.000 Euro für das Team vor. Die Auswahl erhielt dann auch nach dem Titelgewinn rund 250.000 Euro.
Die Summe von 250.000 Euro galt auch bei den Europameisterschaften der Jahre 2018, 2020 und 2022. Für das Erreichen eines zweiten Platzes war im Jahr 2020 eine Summe von 200.000 Euro, für den dritten Platz eine von 150.000 Euro ausgelobt.
Im Jahr 2022 beschloss der DHB eine Prämienregelung, die für die deutsche Frauen-Handballnationalmannschaft die gleiche Prämienhöhe vorsieht wie für die Männer-Handballnationalmannschaft.
Für einen Sieg bei einer Europameisterschaft ab 2022 bekäme das Team 250.000 Euro. Mit dem Erreichen der Hauptrunde ist eine Prämie in Höhe von 30.000 Euro für das Team verbunden. Die gezahlten Tagegelder sind abhängig von der Zahl der Länderspiele und betragen bis zu 100 Euro.

### Weltmeisterschaften
Der DHB lobte für den Gewinn der Weltmeisterschaft 2017 eine Teamprämie von 250.000 Euro aus. Die Prämienhöhe für Platz 2 lag bei 200.000 Euro, für Platz 3 bei 150.000 Euro und für Platz 4 bei 100.000 Euro ein; das Erreichen des Viertelfinals war, sofern das Team hier gescheitert wäre, mit 50.000 Euro dotiert.
Für einen Sieg bei der Weltmeisterschaft 2019 versprach der DHB eine Teamprämie in Höhe von 450.000 Euro. Für Platz zwei wurden dem Team 350.000 Euro, für Platz 3 250.000 Euro und für Platz vier 150.000 Euro in Aussicht gestellt. Für das Belegen von Platz 4 erhielt der DHB von der Internationalen Handballföderation 150.000 Euro.
Für die Weltmeisterschaft 2021 sollte die Prämie 450.000 Euro bis 500.000 Euro betragen. Für das Erreichen von Platz zwei hätte die Prämienhöhe 380.000 Euro, für Platz drei 260.000 und für Platz vier 140.000 Euro betragen.
Zur Weltmeisterschaft 2023 wurde die Höhe der Prämie für einen Titelgewinn auf 400.000 Euro für das Team festgelegt, Prämien gäbe es bis Platz 8: Für den zweiten Platz beträgt die Prämienhöhe 300.000 Euro, für Platz 3 200.000 Euro, für den vierten Platz 100.000 Euro. Für den achten Platz gäbe es 40.000 Euro.
Vor der Weltmeisterschaft 2025 bezifferte der DHB die Prämie im Falle eines Titelgewinnes mit 475.000 Euro für das Team; falls mehr als 19 Spieler eingesetzt würden 500.000 Euro. Für den zweiten Platz wurden 350.000 Euro, für den dritten Platz 250.000 Euro und für Platz vier 125.000 Euro in Aussicht gestellt. Für den Einzug ins Viertelfinale wollte der DHB 60.000 Euro an das Team zahlen.

## Aktuelles

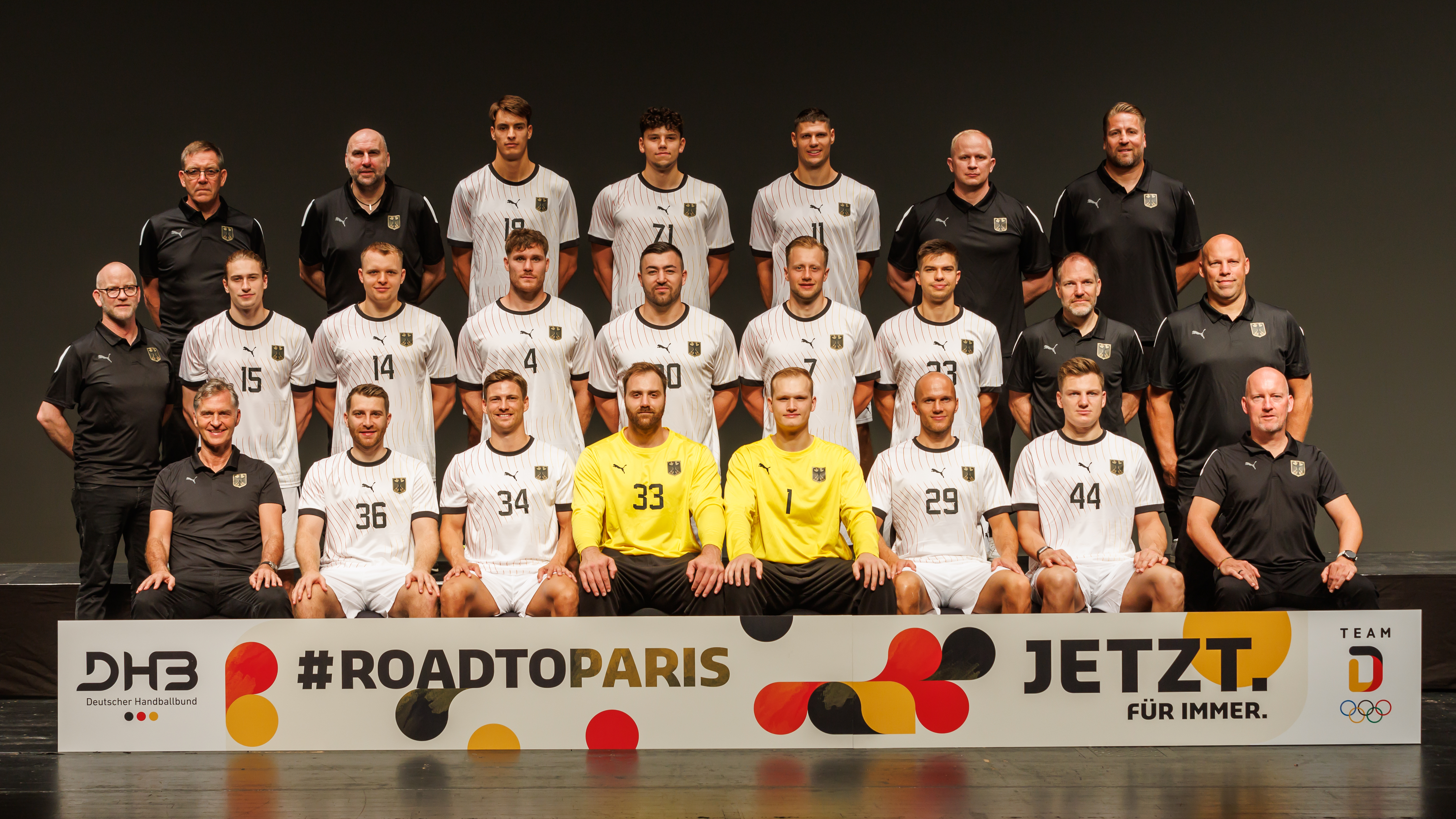
Kader für Olympia 2024

### Kader
Das Aufgebot für die Weltmeisterschaft 2025:
| Nr. | Name                | Geburtstag         | Position | Verein                 | LS  | Tore | T/S |
| --- | ------------------- | ------------------ | -------- | ---------------------- | --- | ---- | --- |
| 1   | David Späth         | 29. April 2002     | TW       | Rhein-Neckar Löwen     | 37  | 2    | 0,1 |
| 33  | Andreas Wolff       | 3. März 1991       | TW       | THW Kiel               | 179 | 14   | 0,1 |
| 3   | Nils Lichtlein      | 31. Juli 2002      | RM       | Füchse Berlin          | 23  | 23   | 1   |
| 4   | Johannes Golla      | 5. November 1997   | KR       | SG Flensburg-Handewitt | 100 | 347  | 3,5 |
| 7   | Luca Witzke         | 3. April 1999      | RM       | SC DHfK Leipzig        | 46  | 95   | 2,1 |
| 15  | Juri Knorr          | 9. Mai 2000        | RM       | Rhein-Neckar Löwen     | 74  | 287  | 3,9 |
| 17  | Lukas Zerbe         | 17. April 1996     | RA       | THW Kiel               | 40  | 78   | 2   |
| 18  | Julian Köster       | 16. März 2000      | RL       | VfL Gummersbach        | 66  | 164  | 2,5 |
| 22  | Marian Michalczik 1 | 1. Februar 1997    | RM       | TSV Hannover-Burgdorf  | 33  | 29   | 0,9 |
| 23  | Renārs Uščins       | 29. April 2002     | RR       | TSV Hannover-Burgdorf  | 38  | 160  | 4,2 |
| 32  | Franz Semper        | 5. Juli 1997       | RR       | SC DHfK Leipzig        | 25  | 50   | 2   |
| 34  | Rune Dahmke         | 10. April 1993     | LA       | THW Kiel               | 91  | 132  | 1,5 |
| 36  | Lukas Mertens       | 22. März 1996      | LA       | SC Magdeburg           | 65  | 147  | 2,3 |
| 39  | Lukas Stutzke       | 14. Januar 1998    | RL       | TSV Hannover-Burgdorf  | 19  | 15   | 0,8 |
| 44  | Christoph Steinert  | 18. Januar 1990    | RR       | HC Erlangen            | 65  | 103  | 1,6 |
| 54  | Justus Fischer      | 6. Februar 2003    | KR       | TSV Hannover-Burgdorf  | 29  | 34   | 1,2 |
| 71  | Marko Grgić         | 11. September 2003 | RL       | ThSV Eisenach          | 22  | 60   | 2,7 |
| 73  | Timo Kastening      | 25. Juni 1995      | RA       | MT Melsungen           | 69  | 217  | 3,1 |

### Länderspiele
Aufgelistet sind die Spiele der letzten zwölf Monate mit den Ergebnissen aus deutscher Sicht sowie geplante Länderspiele.
| Nr.     | Datum         | Ergebnis                            | Gegner                              |                                     | Austragungsort          | Anlass                                                                                       | erstes Länderspiel                                                                           | letztes Länderspiel (Sp/T)                                                                   | Bemerkungen                                                                                  |
| …       | …             | …                                   | …                                   | …                                   | …                       | …                                                                                            | …                                                                                            | …                                                                                            | …                                                                                            |
| ------- | ------------- | ----------------------------------- | ----------------------------------- | ----------------------------------- | ----------------------- | -------------------------------------------------------------------------------------------- | -------------------------------------------------------------------------------------------- | -------------------------------------------------------------------------------------------- | -------------------------------------------------------------------------------------------- |
| 1478    | 12. Mai 2024  | 28:34 (11:19)                       | Schweden                            | A                                   | Växjö (SWE)             |                                                                                              | Marko Grgić                                                                                  |                                                                                              |                                                                                              |
| 1479    | 13. Juli 2024 | 35:30 (19:15)                       | Frankreich                          | H                                   | Dortmund                |                                                                                              |                                                                                              |                                                                                              |                                                                                              |
| 1480    | 19. Juli 2024 | 33:29 (20:13)                       | Ungarn                              | H                                   | Stuttgart               |                                                                                              |                                                                                              |                                                                                              |                                                                                              |
| 1481    | 21. Juli 2024 | 35:25 (22:15)                       | Japan                               | H                                   | Stuttgart               |                                                                                              |                                                                                              |                                                                                              | 50. Länderspiel: Julian Köster                                                               |
| 1482    | 27. Juli 2024 | 30:27 (12:11)                       | Schweden                            | *                                   | Paris (FRA)             | OS 2024 / Vorrunde                                                                           |                                                                                              |                                                                                              |                                                                                              |
| 1483    | 29. Juli 2024 | 37:26 (21:10)                       | Japan                               | *                                   | Paris (FRA)             | OS 2024 / Vorrunde                                                                           |                                                                                              |                                                                                              |                                                                                              |
| 1484    | 31. Juli 2024 | 26:31 (13:15)                       | Kroatien                            | *                                   | Paris (FRA)             | OS 2024 / Vorrunde                                                                           |                                                                                              |                                                                                              |                                                                                              |
| 1485    | 2. Aug. 2024  | 33:31 (20:18)                       | Spanien                             | *                                   | Paris (FRA)             | OS 2024 / Vorrunde                                                                           |                                                                                              |                                                                                              | 150. Länderspiel: Kai Häfner                                                                 |
| 1486    | 4. Aug. 2024  | 36:29 (23:14)                       | Slowenien                           | *                                   | Paris (FRA)             | OS 2024 / Vorrunde                                                                           |                                                                                              |                                                                                              |                                                                                              |
| 1487    | 7. Aug. 2024  | 35:34 (29:29, 14:17) n. V.          | Frankreich                          | A                                   | Villeneuve-d’Ascq (FRA) | OS 2024 / Viertelfinale                                                                      |                                                                                              |                                                                                              |                                                                                              |
| 1488    | 9. Aug. 2024  | 25:24 (12:12)                       | Spanien                             | *                                   | Villeneuve-d’Ascq (FRA) | OS 2024 / Halbfinale                                                                         |                                                                                              |                                                                                              |                                                                                              |
| 1489    | 11. Aug. 2024 | 26:39 (12:21)                       | Dänemark                            | *                                   | Villeneuve-d’Ascq (FRA) | OS 2024 / Finale                                                                             |                                                                                              | Kai Häfner (154/368)                                                                         | DHB: 2. Platz ( Silbermedaille)                                                              |
| 1490    | 7. Nov. 2024  | 35:26 (21:13)                       | Schweiz                             | H                                   | Mannheim                | EM 2026 / Qualifikation                                                                      |                                                                                              |                                                                                              |                                                                                              |
| 1491    | 10. Nov. 2024 | 36:29 (20:14)                       | Türkei                              | A                                   | Ankara                  | EM 2026 / Qualifikation                                                                      |                                                                                              |                                                                                              |                                                                                              |
| 1492    | 9. Jan. 2025  | 32:25 (13:13)                       | Brasilien                           | H                                   | Flensburg               |                                                                                              |                                                                                              |                                                                                              |                                                                                              |
| 1493    | 11. Jan. 2025 | 28:26 (13:17)                       | Brasilien                           | H                                   | Hamburg                 |                                                                                              |                                                                                              |                                                                                              |                                                                                              |
| 1494    | 15. Jan. 2025 | 35:28 (15:14)                       | Polen                               | *                                   | Herning (DNK)           | WM 2025 / Vorrunde                                                                           |                                                                                              |                                                                                              |                                                                                              |
| 1495    | 17. Jan. 2025 | 31:29 (15:14)                       | Schweiz                             | *                                   | Herning (DNK)           | WM 2025 / Vorrunde                                                                           |                                                                                              |                                                                                              |                                                                                              |
| 1496    | 19. Jan. 2025 | 29:22 (11:11)                       | Tschechien                          | *                                   | Herning (DNK)           | WM 2025 / Vorrunde                                                                           |                                                                                              |                                                                                              |                                                                                              |
| 1497    | 21. Jan. 2025 | 30:40 (18:24)                       | Dänemark                            | A                                   | Herning (DNK)           | WM 2025 / Hauptrunde                                                                         |                                                                                              |                                                                                              |                                                                                              |
| 1498    | 23. Jan. 2025 | 34:27 (15:13)                       | Italien                             | *                                   | Herning (DNK)           | WM 2025 / Hauptrunde                                                                         |                                                                                              |                                                                                              |                                                                                              |
| 1499    | 25. Jan. 2025 | 31:19 (18:8)                        | Tunesien                            | *                                   | Herning (DNK)           | WM 2025 / Hauptrunde                                                                         |                                                                                              |                                                                                              | 100. Länderspiel: Johannes Golla                                                             |
| 1500    | 29. Jan. 2025 | 30:31 (26:26, 9:13) n. V.           | Portugal                            | *                                   | Oslo (NOR)              | WM 2025 / Viertelfinale                                                                      |                                                                                              |                                                                                              | DHB: 6. Platz                                                                                |
| 1501    | 13. März 2025 | 26:26 (13:11)                       | Österreich                          | A                                   | Wien (AUT)              | EM 2026 / Qualifikation                                                                      | Tim Freihöfer Miro Schluroff                                                                 |                                                                                              |                                                                                              |
| 1502    | 15. März 2025 | 31:26 (16:14)                       | Österreich                          | H                                   | Hannover                | EM 2026 / Qualifikation                                                                      |                                                                                              |                                                                                              |                                                                                              |
| 1503    | 7. Mai 2025   | 32:32 (11:14)                       | Schweiz                             | A                                   | Zürich (SUI)            | EM 2026 / Qualifikation                                                                      | Mathis Häseler                                                                               |                                                                                              |                                                                                              |
| 1504    | 11. Mai 2025  | 44:26 (21:11)                       | Türkei                              | H                                   | Stuttgart               | EM 2026 / Qualifikation                                                                      | Matthes Langhoff Aron Seesing                                                                |                                                                                              |                                                                                              |
| Quellen | Quellen       | (bis einschließlich Spiel Nr. 1313) | (bis einschließlich Spiel Nr. 1313) | (bis einschließlich Spiel Nr. 1313) | Anmerkungen             | Alle Zeiten sind in deutscher Zeit (UTC+1 oder UTC+2).                                       | Alle Zeiten sind in deutscher Zeit (UTC+1 oder UTC+2).                                       | Alle Zeiten sind in deutscher Zeit (UTC+1 oder UTC+2).                                       | Alle Zeiten sind in deutscher Zeit (UTC+1 oder UTC+2).                                       |
| Quellen | Quellen       | (ab einschließlich Spiel Nr. 1314)  | (ab einschließlich Spiel Nr. 1314)  | (ab einschließlich Spiel Nr. 1314)  | Anmerkungen             | Spieler in kursiver Schrift sind noch aktiv. Ihre jeweilige Bilanz kann sich noch verändern. | Spieler in kursiver Schrift sind noch aktiv. Ihre jeweilige Bilanz kann sich noch verändern. | Spieler in kursiver Schrift sind noch aktiv. Ihre jeweilige Bilanz kann sich noch verändern. | Spieler in kursiver Schrift sind noch aktiv. Ihre jeweilige Bilanz kann sich noch verändern. |

## Teilnahme an Wettbewerben

### Olympische Spiele
Die deutsche Handballnationalmannschaft konnte sich bisher zehnmal für die Olympischen Sommerspiele qualifizieren. Erstmals wurde Handball bei den Olympischen Sommerspielen 1936 ausgetragen – es war das einzige Turnier, das im Feldhandball ausgetragen wurde. Erst 1972 wurde Handball als Hallensport wieder als olympische Sportart eingeführt. 1980 nahm man nicht an den Olympischen Sommerspielen teil, da das Nationale Olympische Komitee für Deutschland den Boykott dieser beschloss. In den Jahren 1988 und 2012 konnte man sich nicht für das Turnier qualifizieren. Auch für die Olympischen Sommerspiele 1984 konnte man sich nicht sportlich qualifizieren, durfte jedoch aufgrund des Boykotts der damaligen Ostblockstaaten nachrücken und gewann die Silbermedaille. Bei den zehn Teilnahmen erreichte man bisher drei Mal das Finale und gewann eine Gold-, zwei Silber- und eine Bronzemedaille.
Bei den Olympischen Sommerspielen von 1972 bis 1988 traten zwei deutsche Mannschaften zu den Turnieren an. Für die Platzierungen der Nationalmannschaft der DDR bei Weltmeisterschaften siehe Männer-Handballnationalmannschaft der DDR.
| Jahr   | Austragungsort | Teilnahme bis…   | Gegner           | Ergebnis           | Bemerkungen und Besonderheiten |
| ------ | -------------- | ---------------- | ---------------- | ------------------ | --- |
| 1936 A | Berlin         | Endrunde         | Österreich       | Goldmedaille       | Hans Theilig wurde Torschützenkönig. |
| 1972   | München        | Spiel um Platz 5 | Sowjetunion      | 06. Platz          | |
| 1976   | Montreal       | Spiel um Platz 3 | Polen            | 04. Platz          | |
| 1980   | Moskau         | –                | –                | nicht teilgenommen | Die (west)deutsche Mannschaft nahm aufgrund des Boykotts des Nationalen Olympischen Komitees nicht an dem Turnier teil.                                                                                  |
| 1984   | Los Angeles    | Finale           | Jugoslawien      | Silbermedaille     | Die (west)deutsche Mannschaft qualifizierte sich nicht für das Turnier, jedoch konnte sie aufgrund des Boykotts der damaligen Ostblockstaaten dennoch teilnehmen und gewann erstmals die Silbermedaille. |
| 1988   | Seoul          | –                | –                | nicht qualifiziert | |
| 1992   | Barcelona      | Spiel um Platz 9 | Tschechoslowakei | 10. Platz          | |
| 1996   | Atlanta        | Spiel um Platz 7 | Schweiz          | 07. Platz          | |
| 2000   | Sydney         | Spiel um Platz 5 | Frankreich       | 05. Platz          | |
| 2004   | Athen          | Finale           | Kroatien         | Silbermedaille     | Henning Fritz als Torwart und Christian Schwarzer als Kreisläufer wurden in das All-Star-Team gewählt.                                                                                                   |
| 2008   | Peking         | Gruppenphase     | Dänemark         | 09. Platz          | |
| 2012   | London         | –                | –                | nicht qualifiziert | |
| 2016   | Rio de Janeiro | Spiel um Platz 3 | Polen            | Bronzemedaille     | Uwe Gensheimer wurde als Linksaußen in das All-Star-Team gewählt. |
| 2021   | Tokio          | Viertelfinale    | Ägypten          | 06. Platz          | |
| 2024   | Paris          | Finale           | Dänemark         | Silbermedaille     | Die Rückraumspieler Juri Knorr und Renārs Uščins wurden in das All-Star-Team gewählt. |

### Weltmeisterschaften im Feldhandball
Deutsche Handballnationalmannschaften nahmen an sechs der sieben bis 1966 ausgetragenen Feldhandball-Weltmeisterschaften teil und konnten dabei stets den Titel gewinnen.
Für die Platzierungen der Nationalmannschaft der DDR bei Feldhandball-Weltmeisterschaften siehe auch Männer-Handballnationalmannschaft der DDR.
| Jahr | Gastgeberland   | Finale                       | Ergebnis                  | Bemerkungen und Besonderheiten |
| ---- | --------------- | ---------------------------- | ------------------------- | --- |
| 1938 | Deutsches Reich | Deutsches Reich 23:0 Schweiz | Weltmeister               | |
| 1948 | Frankreich      | nicht teilnahmeberechtigt    | nicht teilnahmeberechtigt | Nach dem Zweiten Weltkrieg war noch kein neuer Handballverband gegründet worden, der Deutschland bei der IHF hätte vertreten können. |
| 1952 | Schweiz         | BRD 19:8 Schweden            | Weltmeister               | |
| 1955 | BRD             | BRD 25:13 Schweiz            | Weltmeister               | |
| 1959 | Österreich      | Deutschland 14:11 Rumänien   | Weltmeister               | Teilnahme mit einer gesamtdeutschen Mannschaft unter dem DHB-Trainer Werner Vick.                                                    |
| 1963 | Schweiz         | DDR 14:7 BRD                 | 02. Platz                 | |
| 1966 | Österreich      | BRD 15:15 DDR                | Weltmeister               | Die Auswahl der BRD gewann aufgrund ihrer besseren Tordifferenz von +51 Toren.                                                       |

### Weltmeisterschaften
Die deutsche Handballnationalmannschaft konnte sich bisher 24-mal für eine Weltmeisterschaft qualifizieren. Nur 1990 und 1997 konnte man sich nicht für das Turnier qualifizieren. Auch für die Weltmeisterschaft 2015 konnte man sich nicht sportlich qualifizieren, durfte jedoch dank einer Wildcard dennoch am Turnier teilnehmen. Bei den 24 Teilnahmen erreichte man bisher fünfmal das Finale und entschied dieses dreimal für sich.
In den Jahren 1958 und 1961 trat man mit einer gesamtdeutschen Mannschaft unter dem damaligen DHB-Trainer Werner Vick an. Bei den Weltmeisterschaften von 1964 bis 1990 traten hingegen zwei deutsche Mannschaften zu den Weltmeisterschaften an. Für die Platzierungen der Nationalmannschaft der DDR bei Weltmeisterschaften siehe auch Männer-Handballnationalmannschaft der DDR.
| Jahr | Gastgeberland              | Teilnahme bis…    | Gegner           | Ergebnis           | Bemerkungen und Besonderheiten |
| ---- | -------------------------- | ----------------- | ---------------- | ------------------ | --- |
| 1938 | Deutsches Reich            | Finale            | Schweden         | Weltmeister        | Hans Theilig wurde Torschützenkönig. |
| 1954 | Schweden                   | Finale            | Schweden         | 02. Platz          | Otto Maychrzak wurde Torschützenkönig. Bester Spieler des Turniers wurde Bernhard Kempa. |
| 1958 | DDR                        | Spiel um Platz 3  | Dänemark         | 03. Platz          | Teilnahme mit einer gesamtdeutschen Mannschaft unter dem DHB-Trainer Werner Vick. |
| 1961 | BRD                        | Spiel um Platz 3  | Schweden         | 04. Platz          | Teilnahme mit einer gesamtdeutschen Mannschaft unter dem DHB-Trainer Werner Vick. |
| 1964 | Tschechoslowakei           | Spiel um Platz 3  | Tschechoslowakei | 04. Platz          | |
| 1967 | Schweden                   | Spiel um Platz 5  | Schweden         | 06. Platz          | Herbert Lübking und Hansi Schmidt wurden Torschützenkönig. |
| 1970 | Frankreich                 | Spiel um Platz 5  | Schweden         | 05. Platz          | |
| 1974 | DDR                        | Platzierungsrunde | Bulgarien        | 09. Platz          | |
| 1978 | Dänemark                   | Finale            | Sowjetunion      | Weltmeister        | Erstmals nach dem Zweiten Weltkrieg gewann die Nationalmannschaft den Weltmeister-Titel. |
| 1982 | BRD                        | Spiel um Platz 7  | Spanien          | 07. Platz          | |
| 1986 | Schweiz                    | Spiel um Platz 7  | Dänemark         | 07. Platz          | |
| 1990 | Tschechoslowakei           | –                 | –                | nicht qualifiziert | |
| 1993 | Schweden                   | Spiel um Platz 5  | Spanien          | 06. Platz          | |
| 1995 | Island                     | Spiel um Platz 3  | Schweden         | 04. Platz          | Andreas Thiel wurde als Torhüter in das All-Star-Team gewählt. |
| 1997 | Japan                      | –                 | –                | nicht qualifiziert | |
| 1999 | Ägypten                    | Spiel um Platz 5  | Frankreich       | 05. Platz          | |
| 2001 | Frankreich                 | Spiel um Platz 7  | Ukraine          | 08. Platz          | |
| 2003 | Portugal                   | Finale            | Kroatien         | 02. Platz          | Bester Spieler des Turniers wurde Kreisläufer Christian Schwarzer. Er wurde ebenfalls mit Torwart Henning Fritz in das All-Star-Team gewählt. |
| 2005 | Tunesien                   | Spiel um Platz 9  | Tschechien       | 09. Platz          | |
| 2007 | Deutschland                | Finale            | Polen            | Weltmeister        | Die Weltmeisterschaft wurde in den deutschen Medien als „Wintermärchen“ bezeichnet und später als Projekt Gold als Dokumentarfilm in die Kinos gebracht. Henning Fritz als Torhüter und Michael Kraus als Rückraum Mitte wurden in das All-Star-Team gewählt. |
| 2009 | Kroatien                   | Spiel um Platz 5  | Ungarn           | 05. Platz          | |
| 2011 | Schweden                   | Spiel um Platz 11 | Argentinien      | 11. Platz          | Das Spiel endete nach der zweiten Verlängerung 40:35. |
| 2013 | Spanien                    | Viertelfinale     | Spanien          | 05. Platz          | |
| 2015 | Katar                      | Spiel um Platz 7  | Slowenien        | 07. Platz          | Deutschland rückte dank einer Wildcard als Teilnehmer nach. |
| 2017 | Frankreich                 | Achtelfinale      | Katar            | 09. Platz          | Deutschland qualifizierte sich als Europameister 2016. |
| 2019 | Dänemark Deutschland       | Spiel um Platz 3  | Frankreich       | 04. Platz          | Fabian Wiede wurde als Rückraum rechts in das All-Star-Team gewählt. |
| 2021 | Ägypten                    | Hauptrunde        |                  | 12. Platz          | |
| 2023 | Polen Schweden             | Spiel um Platz 5  | Norwegen         | 05. Platz          | Bester junger Spieler des Turniers wurde Juri Knorr. Andreas Wolff wurde als Torhüter in das All-Star-Team gewählt. |
| 2025 | Kroatien Dänemark Norwegen | Viertelfinale     | Portugal         | 06. Platz          | |

### Europameisterschaften
Die deutsche Handballnationalmannschaft qualifizierte sich zwölfmal für eine Europameisterschaft. Man erreichte drei Mal das Finale und gewann dabei erstmals 2004 unter Trainer Heiner Brand den Europameistertitel. Lediglich 2014 verpasste sie unter Trainer Martin Heuberger die Qualifikation für das Turnier.
Bei der Europameisterschaft 2016 trat man mit der jüngsten der teilnehmenden Mannschaften an und musste verletzungsbedingt auf Kapitän Uwe Gensheimer, Patrick Groetzki, Michael Allendorf und Patrick Wiencek verzichten. Im Hauptrundenspiel gegen Russland verletzten sich zudem Kapitän Steffen Weinhold und Christian Dissinger und mussten durch Kai Häfner und Julius Kühn ersetzt werden. Im Endspiel vor 15.000 Zuschauern in der Tauron Arena in Krakau konnte man sich am 31. Januar 2016 in Krakau durch ein 24:17 gegen Spanien zum zweiten Mal den Europameister-Titel sichern.
| Jahr | Gastgeberland                | Teilnahme bis…     | Gegner             | Ergebnis           | Bemerkungen und Besonderheiten |
| ---- | ---------------------------- | ------------------ | ------------------ | ------------------ | --- |
| 1994 | Portugal                     | Spiel um Platz 9   | Slowenien          | 09. Platz          | |
| 1996 | Spanien                      | Spiel um Platz 7   | Frankreich         | 08. Platz          | Thomas Knorr wurde Torschützenkönig. |
| 1998 | Italien                      | Spiel um Platz 3   | Russland           | 03. Platz          | Bester Spieler des Turniers wurde linker Rückraumspieler Daniel Stephan. Er wurde ebenfalls mit Linksaußen Stefan Kretzschmar in das All-Star-Team gewählt.         |
| 2000 | Kroatien                     | Spiel um Platz 9   | Dänemark           | 09. Platz          | |
| 2002 | Schweden                     | Finale             | Schweden           | 02. Platz          | Daniel Stephan wurde als Rückraum Mitte in das All-Star-Team gewählt.                                                                                               |
| 2004 | Slowenien                    | Finale             | Slowenien          | Europameister      | Henning Fritz als Torwart und Volker Zerbe als Rückraum rechts wurden in das All-Star-Team gewählt.                                                                 |
| 2006 | Schweiz                      | Spiel um Platz 5   | Russland           | 05. Platz          | |
| 2008 | Norwegen                     | Spiel um Platz 3   | Frankreich         | 04. Platz          | Florian Kehrmann wurde als Rechtsaußen in das All-Star-Team gewählt.                                                                                                |
| 2010 | Österreich                   | Hauptrunde         | –                  | 10. Platz          | |
| 2012 | Serbien                      | Hauptrunde         | –                  | 07. Platz          | Christian Sprenger wurde als Rechtsaußen in das All-Star-Team gewählt.                                                                                              |
| 2014 | Dänemark                     | nicht qualifiziert | nicht qualifiziert | nicht qualifiziert | Erstmals konnte sich die deutsche Mannschaft nicht für eine Europameisterschaft qualifizieren.                                                                      |
| 2016 | Polen                        | Finale             | Spanien            | Europameister      | Andreas Wolff als Torwart und Tobias Reichmann als Rechtsaußen wurden in das All-Star-Team gewählt.                                                                 |
| 2018 | Kroatien                     | Hauptrunde         | –                  | 09. Platz          | |
| 2020 | Norwegen Österreich Schweden | Spiel um Platz 5   | Portugal           | 05. Platz          | Hendrik Pekeler wurde zum besten Defensivspieler gewählt. |
| 2022 | Ungarn Slowakei              | Hauptrunde         | –                  | 07. Platz          | |
| 2024 | Deutschland                  | Spiel um Platz 3   | Schweden           | 04. Platz          | Erstmals war Deutschland Ausrichter einer Europameisterschaft. Andreas Wolff als Torwart und Juri Knorr als Rückraum Mitte und wurden in das All-Star-Team gewählt. |

### Ostseepokal
- Ostseepokal 1968: DHB n. teilg., DHV 4.
- Ostseepokal 1969: DHB n. teilg., DHV Sieger
- Ostseepokal 1970: DHB n. teilg., DHV A Sieger, DHV B 5. Platz
- Ostseepokal 1971: DHB 3. Platz, DHV Sieger
- Ostseepokal 1972: DHB 2. Platz, DHV 3. Platz
- Ostseepokal 1973: DHB 3. Platz, DHV A 3. Platz, DHV B 6. Platz
- Ostseepokal 1974: DHB 4. Platz, DHV Sieger
- Ostseepokal 1976: DHB 5. Platz, DHV 2. Platz
- Ostseepokal 1977: DHB 4. Platz, DHV A Sieger, DHV B 7. Platz
- Ostseepokal 1979: DHB 2. Platz, DHV Sieger
- Ostseepokal 1980: DHB A 3. Platz, DHB B 4. Platz, DHV 2. Platz
- Ostseepokal 1981: DHB 4. Platz, DHV Sieger
- Ostseepokal 1985: DHB n. teilg., DHV 3. Platz
- Ostseepokal 1986: DHB n. teilg., DHV Sieger
- Ostseepokal 1987: DHB 3. Platz, DHV 2. Platz
- Ostseepokal 1989: DHB A 2. Platz, DHB B 5. Platz, DHV 3. Platz

### World Cup
- World Cup 1971: DHB n. teilg., DHV 5. Platz
- World Cup 1974: DHB n. teilg., DHV 3. Platz
- World Cup 1979: DHB 6. Platz, DHV 3. Platz
- World Cup 1984: DHB 8. Platz, DHV 6. Platz
- World Cup 1988: DHB Sieger, DHV 2. Platz
- World Cup 1992: n. teilg.
- World Cup 1996: 5. Platz
- World Cup 1999: Sieger
- World Cup 2002: 3. Platz
- World Cup 2004: 4. Platz
- World Cup 2006: 5. Platz
- World Cup 2010: n. teilg.

### Supercup
- Supercup 1979: DHB Sieger, DHV n. teilg.
- Supercup 1981: DHB 2. Platz, DHV n. teilg.
- Supercup 1983: DHB 8. Platz (Letzter), DHV 7. Platz
- Supercup 1985: DHB 3. Platz, DHV 2. Platz
- Supercup 1987: DHB Sieger, DHV 3. Platz
- Supercup 1989: DHB A 6. Platz, DHB B 8. Platz (Letzter), DHV 2. Platz
- Supercup 1991: 4. Platz
- Supercup 1993: 2. Platz
- Supercup 1995: 2. Platz
- Supercup 1998: Sieger
- Supercup 1999: 5. Platz
- Supercup 2001: Sieger
- Supercup 2003: 2. Platz
- Supercup 2005: 6. Platz (Letzter)
- Supercup 2007: 3. Platz
- Supercup 2009: Sieger
- Supercup 2011: 4. Platz (Letzter)
- Supercup 2013: Sieger
- Supercup 2015: Sieger

## Rekordspieler

### Rekordtorschützen
Der Deutsche Handballbund führt in seiner Statistik mehrere Handballnationalspieler der DDR auf, daher kann diese Statistik davon abweichen.
| Rang | Name                | Tore  | Spiele | Tore/Spiel | Erstes Spiel  | Letztes Spiel | Gewonnene Titel                                   |
| ---- | ------------------- | ----- | ------ | ---------- | ------------- | ------------- | ------------------------------------------------- |
| 01   | Christian Schwarzer | 966   | 319    | 3,0        | 21. Nov. 1989 | 18. Aug. 2008 | Weltmeister 2007, Europameister 2004, MVP WM 2003 |
| 02   | Uwe Gensheimer      | 921   | 204    | 4,5        | 25. Nov. 2005 | 3. Aug. 2021  | Olympiabronze 2016                                |
| 03   | Florian Kehrmann    | 818   | 223    | 3,7        | 6. Apr. 1997  | 18. Aug. 2008 | Weltmeister 2007, Europameister 2004              |
| 04   | Stefan Kretzschmar  | 817   | 218    | 3,7        | 8. Okt. 1993  | 19. Okt. 2004 |                                                   |
| 05   | Jochen Fraatz       | 809   | 185    | 4,4        | 29. Juni 1983 | unbekannt     |                                                   |
| 06   | Volker Zerbe        | 777   | 284    | 2,7        | 30. Mai 1987  | 19. Okt. 2004 | Europameister 2004                                |
| 07   | Markus Baur         | 712   | 228    | 3,1        | 4. Aug. 1994  | 27. Jan. 2008 | Weltmeister 2007, Europameister 2004              |
| 08   | Herbert Lübking     | 650 A | 139    | 4,7        | 20. Jan. 1962 | unbekannt     | Weltmeister 1966                                  |
| 09   | Martin Schwalb      | 594   | 193    | 3,1        | 29. Juni 1983 | 7. Juni 1998  |                                                   |
| 10   | Daniel Stephan      | 589   | 183    | 3,2        | 14. Mai 1994  | 17. Nov. 2004 | Europameister 2004, MVP EM 1998                   |
| 11   | Holger Glandorf     | 583   | 170    | 3,4        | 4. Jan. 2003  | 22. Jan. 2017 | Weltmeister 2007                                  |

### Meiste Einsätze
Der Deutsche Handballbund führt in seiner Statistik mehrere Handballnationalspieler der DDR auf, daher kann diese Statistik davon abweichen.
| Rang | Name                  | Spiele | Tore | Tore/Spiel | Erstes Spiel  | Letztes Spiel | Gewonnene Titel                                   |
| ---- | --------------------- | ------ | ---- | ---------- | ------------- | ------------- | ------------------------------------------------- |
| 01   | Klaus-Dieter Petersen | 340    | 253  | 0,7        | 21. Nov. 1989 | 19. Okt. 2004 | Europameister 2004                                |
| 02   | Christian Schwarzer   | 319    | 966  | 3,0        | 21. Nov. 1989 | 18. Aug. 2008 | Weltmeister 2007, Europameister 2004, MVP WM 2003 |
| 03   | Volker Zerbe          | 284    | 777  | 2,7        | 30. Mai 1987  | 19. Okt. 2004 | Europameister 2004                                |
| 04   | Andreas Thiel         | 257    | 0    | 0,0        | 24. Okt. 1980 | 3. Aug. 1996  |                                                   |
| 05   | Henning Fritz         | 235    | 0    | 0,0        | 4. Nov. 1994  | 18. Aug. 2008 | Weltmeister 2007, Europameister 2004              |
| 06   | Jan Holpert           | 228    | 0    | 0,0        | 1. Apr. 1990  | 26. Nov. 2002 |                                                   |
| 06   | Markus Baur           | 228    | 712  | 3,1        | 4. Aug. 1994  | 27. Jan. 2008 | Weltmeister 2007, Europameister 2004              |
| 08   | Florian Kehrmann      | 223    | 818  | 3,7        | 6. Apr. 1997  | 18. Aug. 2008 | Weltmeister 2007, Europameister 2004              |
| 09   | Carsten Lichtlein     | 220    | 1    | 0,0        | 27. Nov. 2001 | 19. März 2017 | Weltmeister 2007, Europameister 2004 und 2016     |
| 010  | Stefan Kretzschmar    | 218    | 817  | 3,7        | 8. Okt. 1993  | 19. Okt. 2004 |                                                   |
| 011  | Silvio Heinevetter    | 206    | 3    | 0,0        | 10. Juni 2006 | noch aktiv    | Olympiabronze 2016                                |
| 012  | Oliver Roggisch       | 205    | 48   | 0,2        | 15. März 2002 | 3. Juni 2014  | Weltmeister 2007                                  |
| 013  | Uwe Gensheimer        | 204    | 921  | 4,5        | 25. Nov. 2005 | 3. Aug. 2021  | Olympiabronze 2016                                |
| 014  | Pascal Hens           | 199    | 565  | 2,8        | 13. März 2001 | 25. Jan. 2012 | Weltmeister 2007, Europameister 2004              |

## Nationaltrainer
→ Siehe auch: Bundestrainer (Deutscher Handballbund)
- Carl Schelenz (13. September 1925 bis 28. August 1932)
- Otto Kaundinya (26. August 1934 bis 9. Juni 1940)
- Carl Schelenz (9. Juni 1940 bis 18. Oktober 1942)
- Fritz Fromm (1. Januar 1951 bis 30. Juni 1955)
- Werner Vick (1. Juli 1955 bis 30. September 1972)
- Horst Käsler (1. Oktober 1972 bis 30. Juni 1974)
- Vlado Stenzel (1. Juli 1974 bis 20. April 1982)
- Simon Schobel (21. April 1982 bis 6. März 1987)
- Petre Ivănescu (7. März 1987 bis 28. Februar 1989)
- Horst Bredemeier (1. März 1989 bis 7. August 1992)
- Armin Emrich (8. August 1992 bis 31. Mai 1993)
- Arno Ehret (1. Juni 1993 bis 31. Dezember 1996)
- Heiner Brand (1. Januar 1997 bis 5. Juli 2011)
- Martin Heuberger (5. Juli 2011 bis 30. Juni 2014)
- Dagur Sigurðsson (15. September 2014 bis 31. Januar 2017)
- Christian Prokop (1. März 2017 bis 6. Februar 2020)
- Alfreð Gíslason (seit 6. Februar 2020)

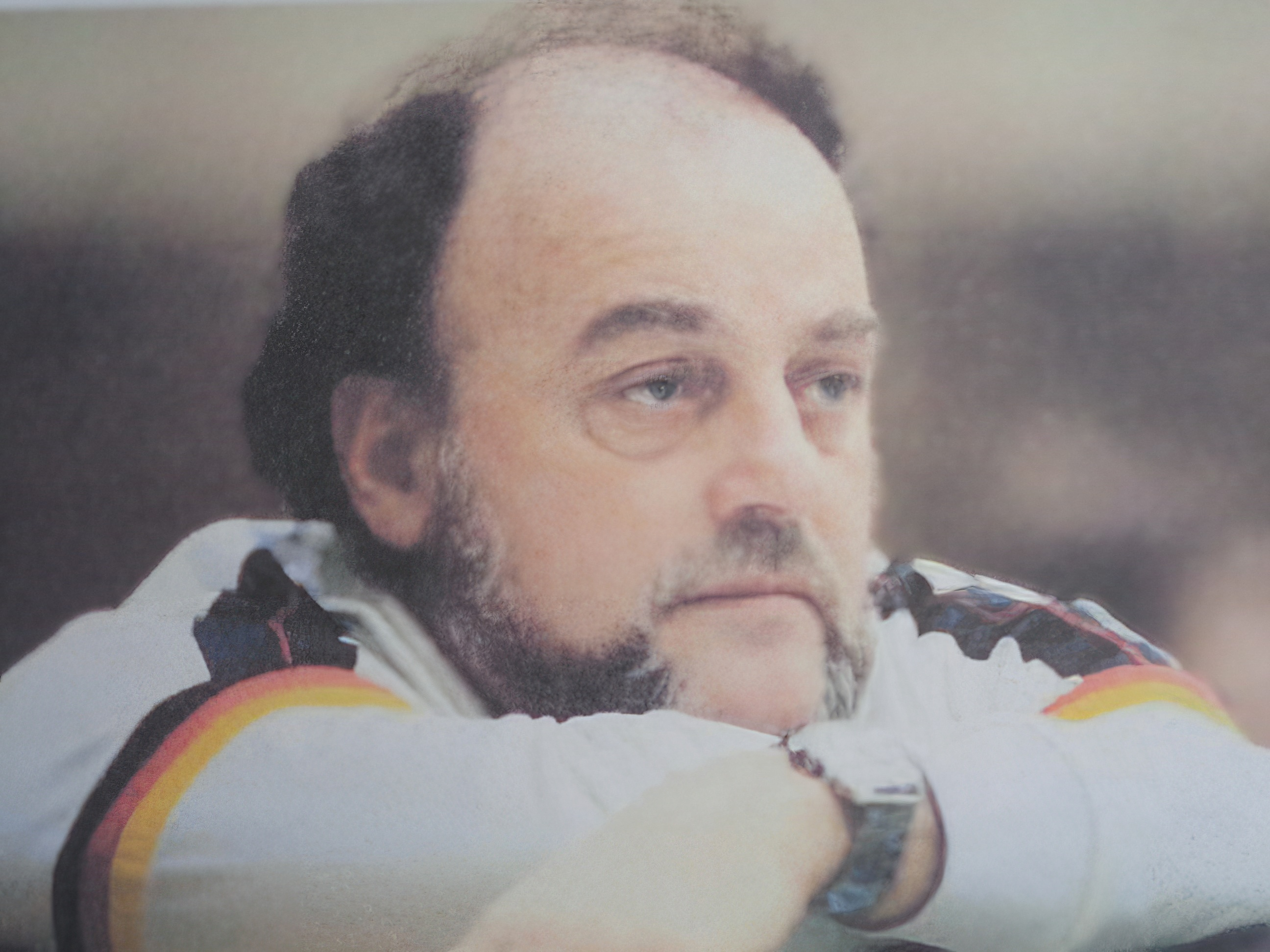
Vlado Stenzel
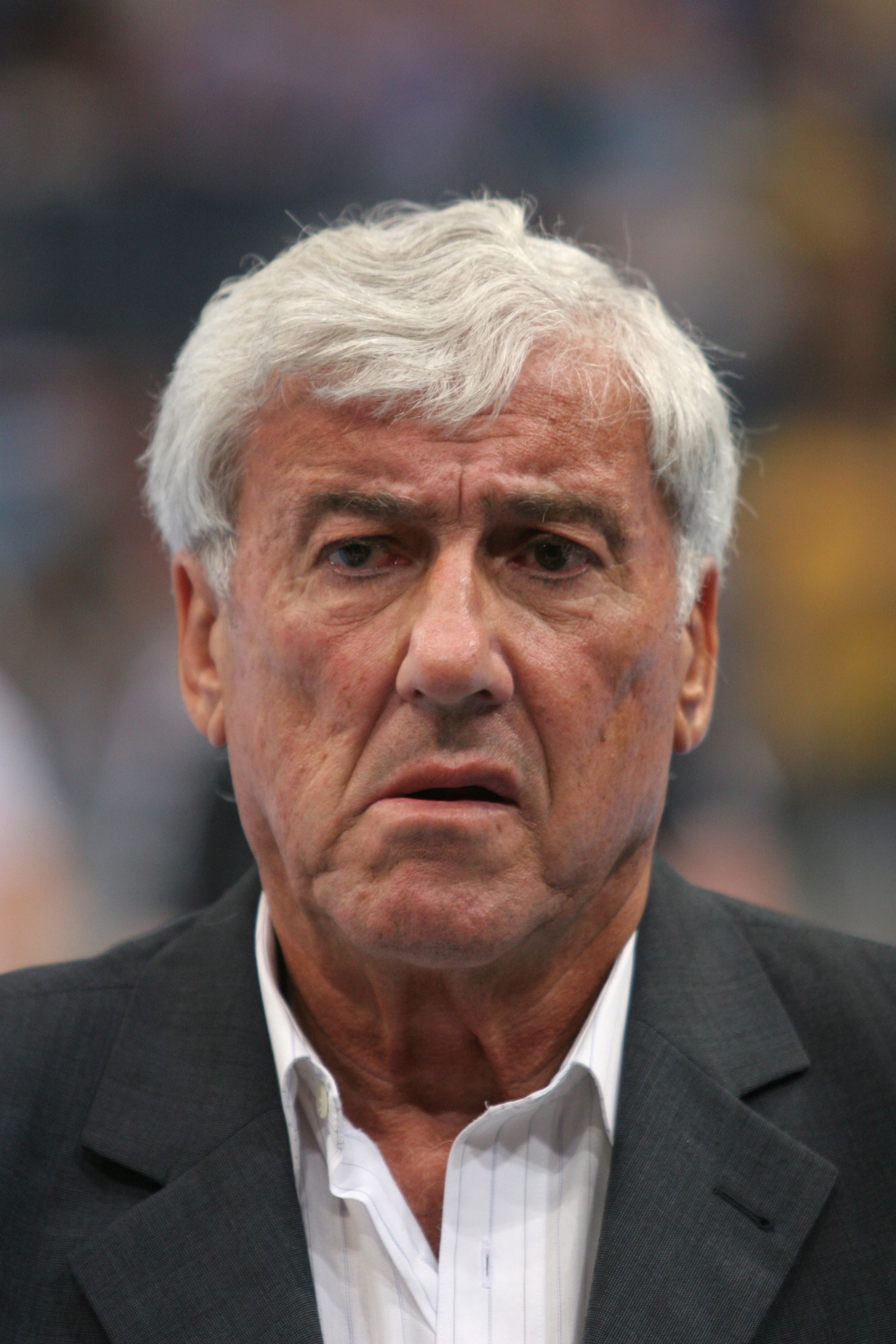
Petre Ivănescu
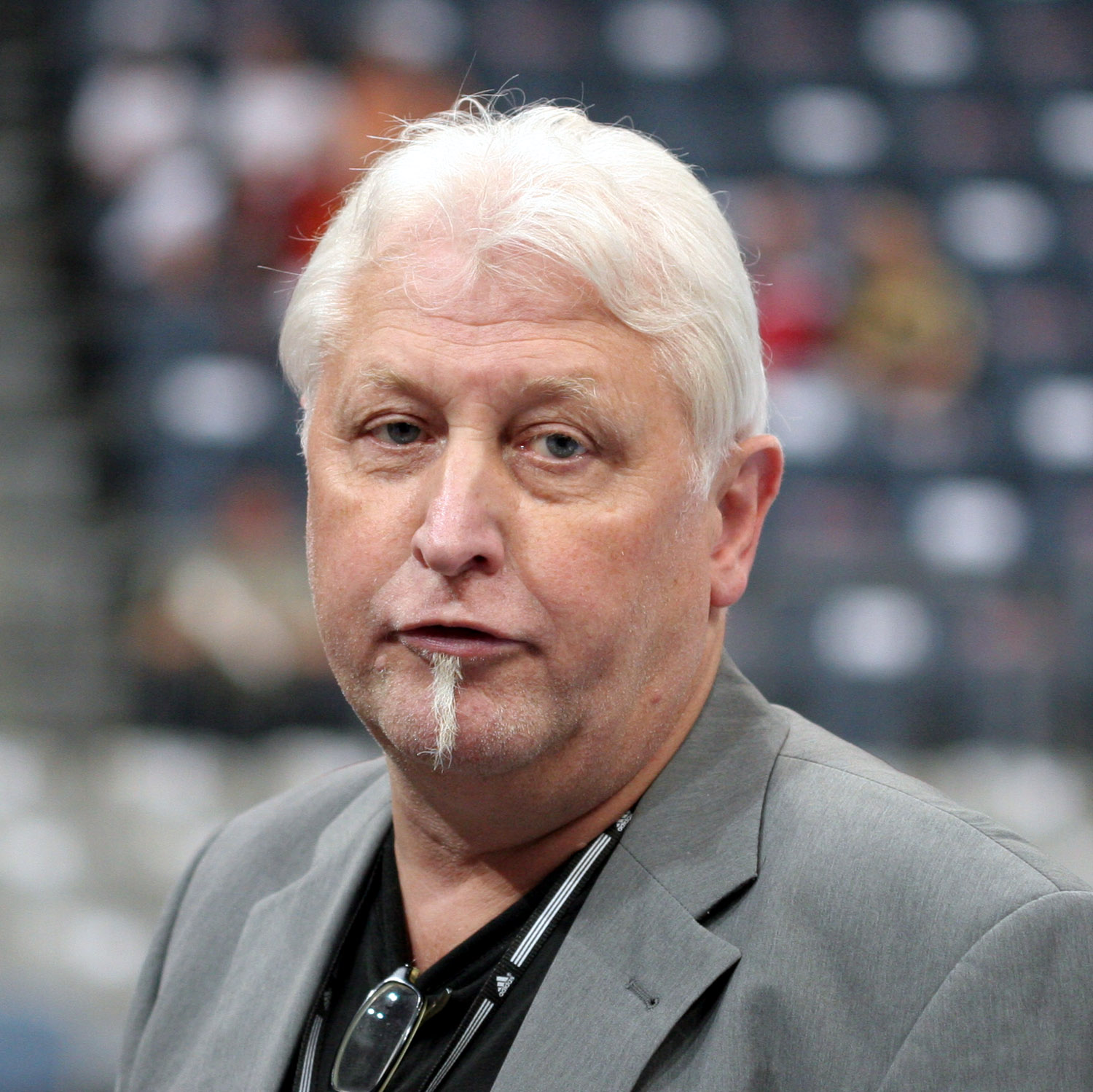
Horst Bredemeier
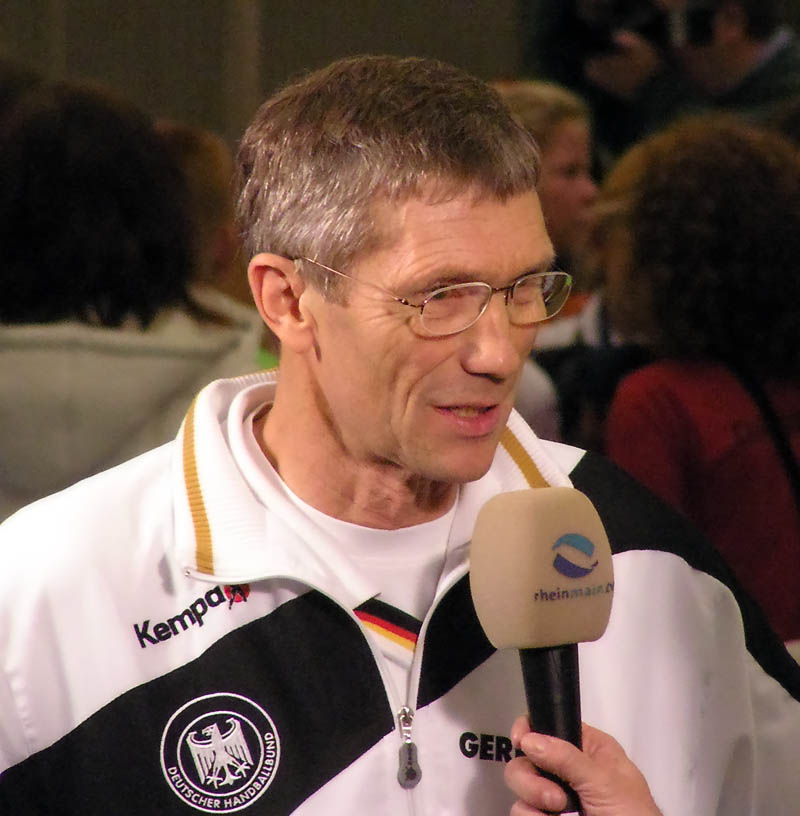
Armin Emrich
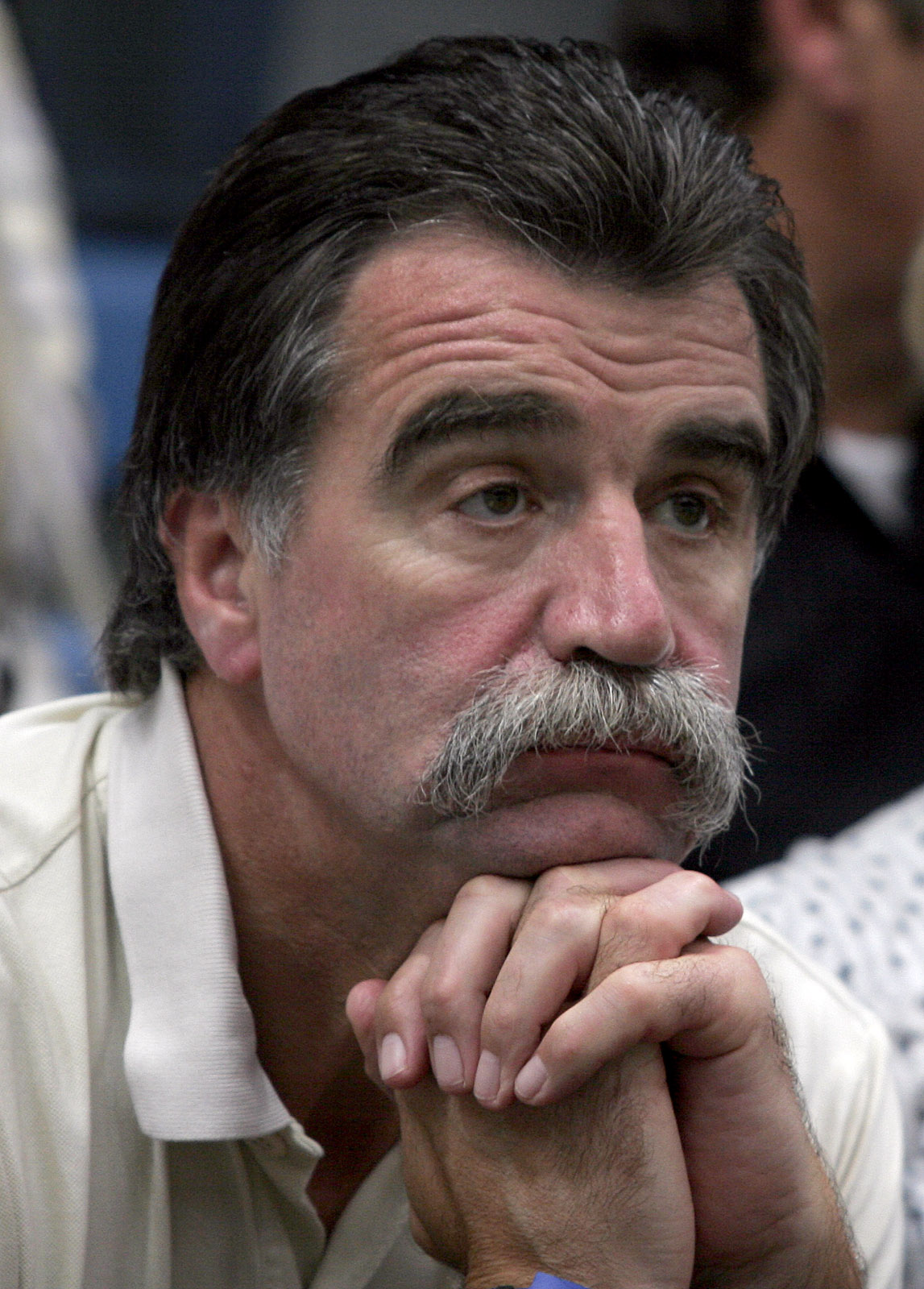
Heiner Brand
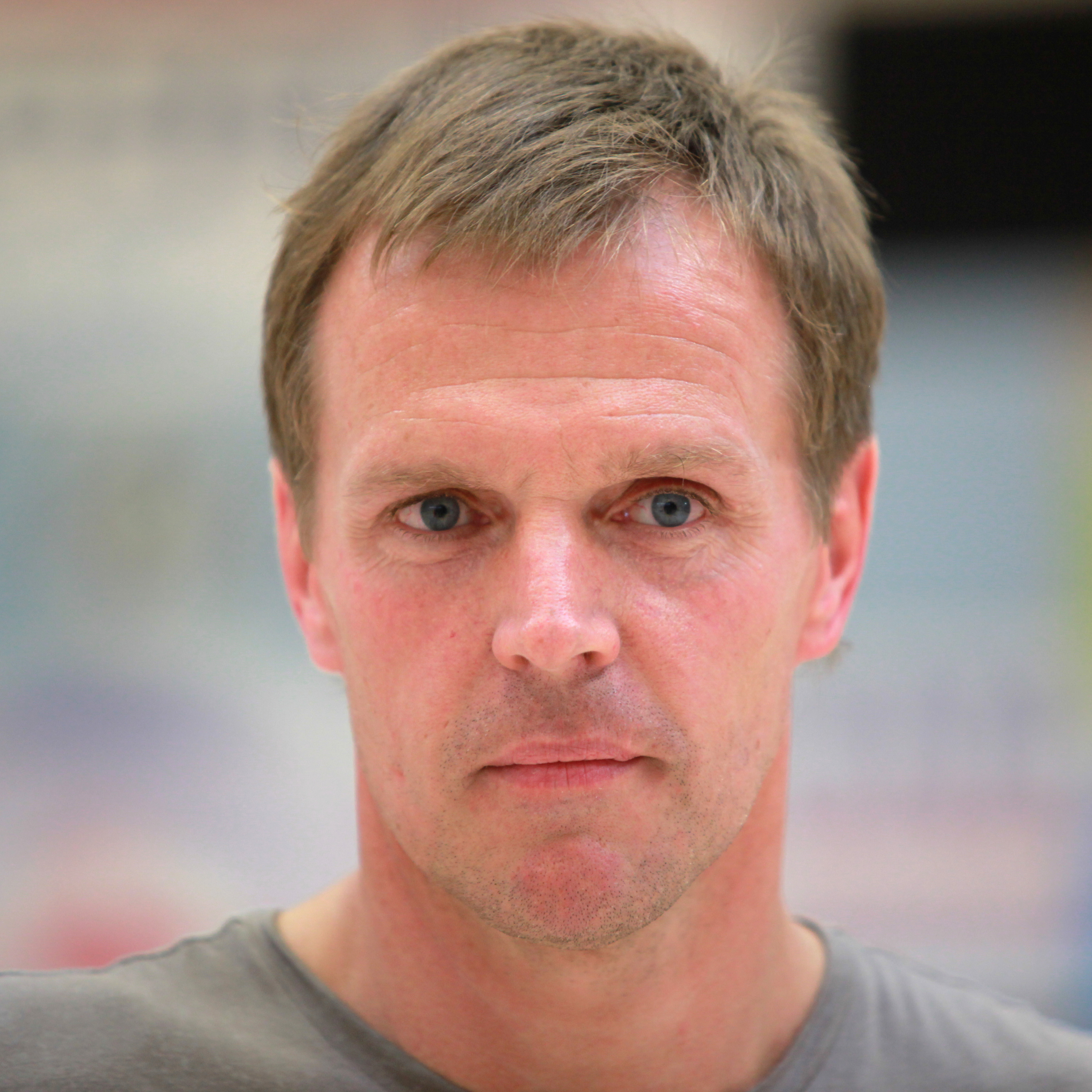
Martin Heuberger
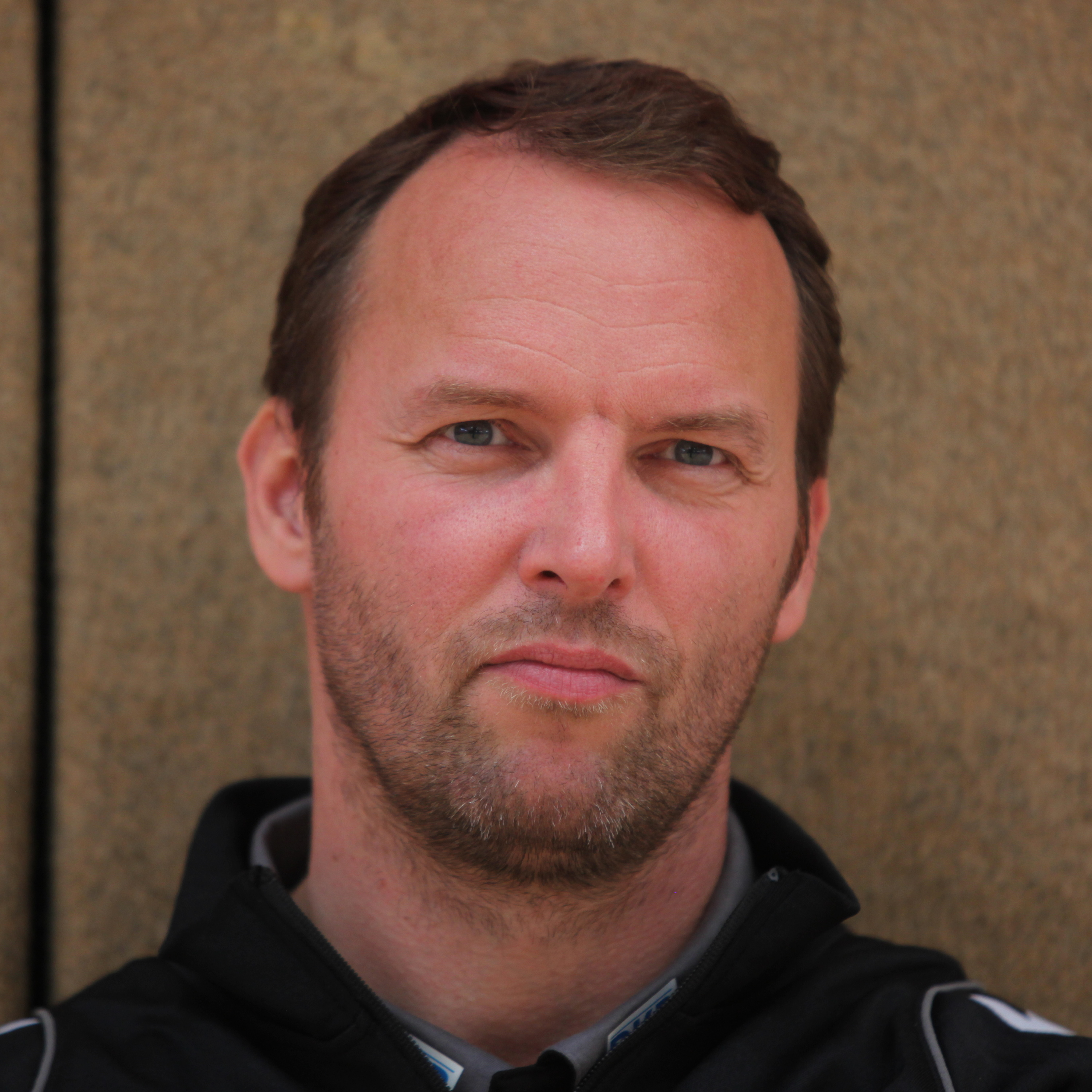
Dagur Sigurðsson
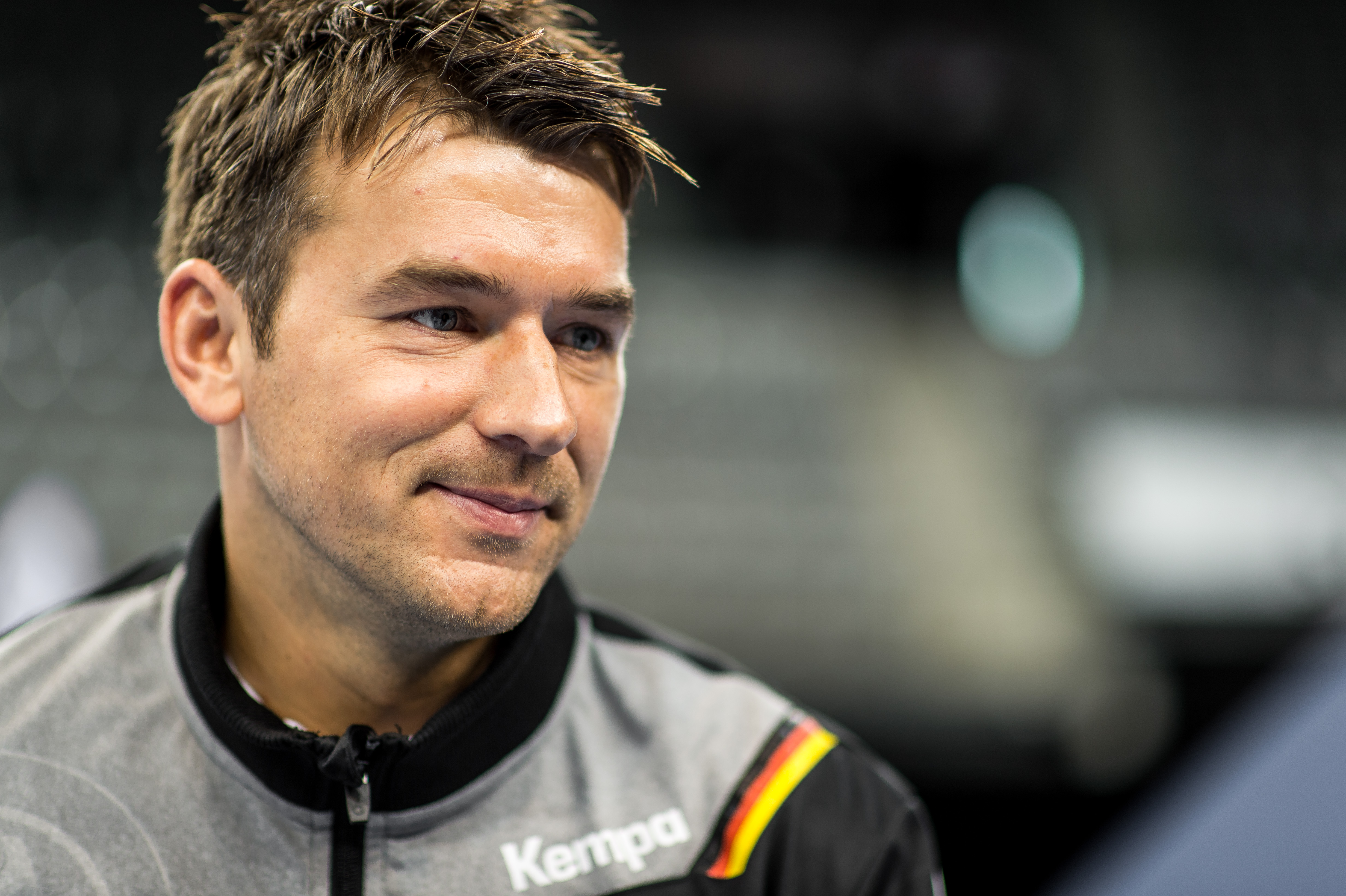
Christian Prokop
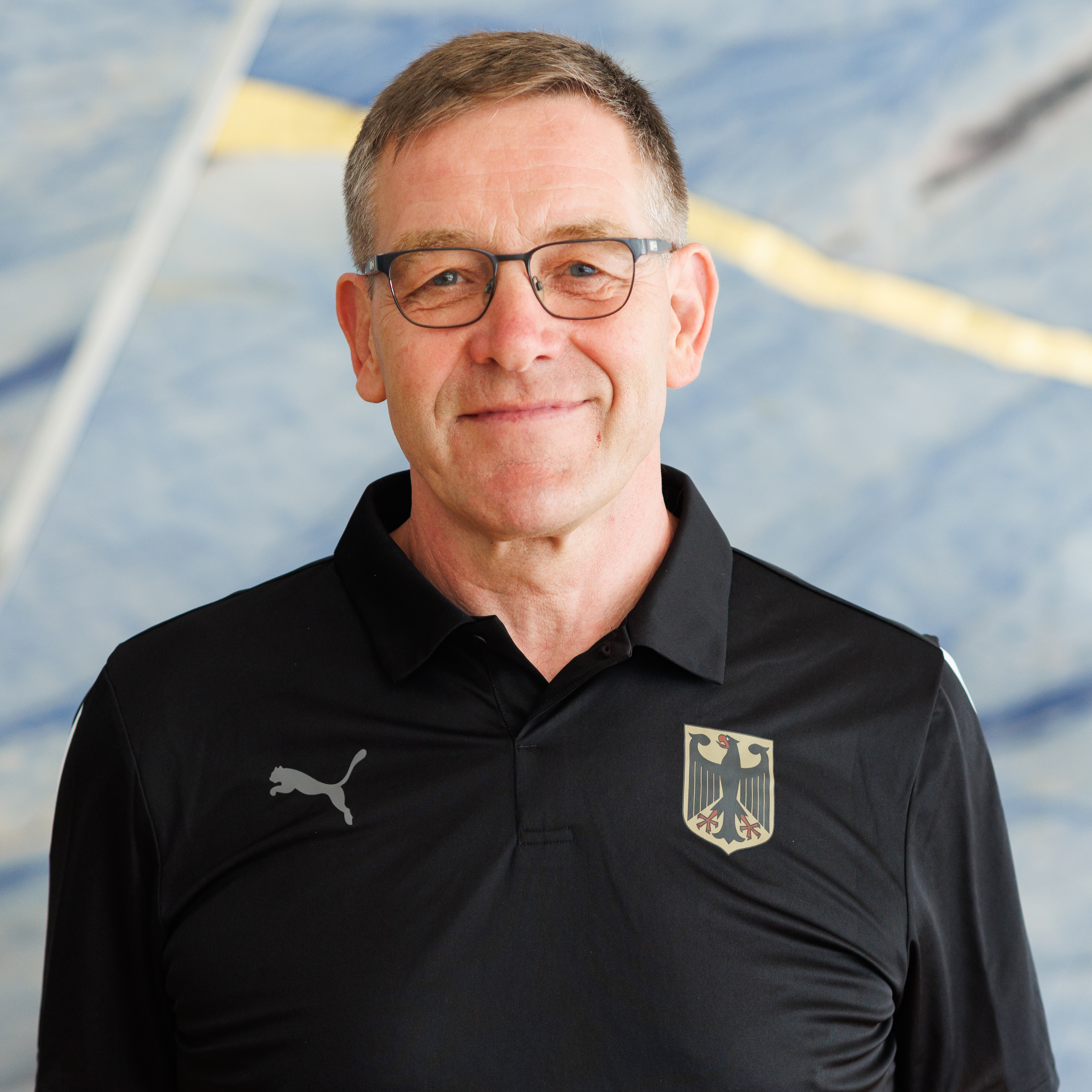
Alfreð Gíslason